# 김주리밴드
김주리밴드는 2021년 싱글 [궤도열차]로 데뷔한 대한민국의 음악 그룹이다.

## 음반
- 궤도열차 (2021)
- 줄타기 (2021)